# Andorra-a-Velha
Andorra-a-Velha (em catalão:  Andorra la Vella em castelhano:  Andorra la Vieja, AFI: [ənˈdorə ɫə ˈβeʎə], localmente: [anˈdɔra la ˈβeʎa]), é a capital e a mais populosa cidade do principado de Andorra, pequeno país europeu entre a França e a Espanha. Com uma população de 19 383 habitantes (em 2019), recebe mais de 10 milhões de turistas anualmente. Situada a 1 023 metros de altitude, é um importante destino turístico nos Pirenéus e a capital mais alta da Europa.

## Nome
O nome da cidade "Vella" não significa "velha", mas sim uma forma arcaica da palavra "Vila". O nome pretendia distinguir entre a localidade e o país homónimo ou demonstrar a sua condição de capital do principado.

## História
As áreas próximas aos vales do rio Valira foram povoadas entre 3 500 e 2 500 a.C. e mais tarde grupos de pessoas migraram para as zonas mais baixas das montanhas. O local de Andorra-a-Velha foi fundado no século IX. Foi mencionada pela primeira vez em 839 na acta de consagració de la catedral de la Seu d'Urgell e tem sido a principal cidade de Andorra desde 1278, quando os co-príncipes francês (na época o conde de Foix) e espanhol (o Bispo de Urgel) assinaram o tratado de Pariatges e partilharam a soberania deste co-principado. Em 1580, foi construída em Andorra-a-Velha a Casa de la Vall que serviu como parlamento e tribunal de Andorra desde 1702 até 2011. Em 1993, a primeira constituição do país que estabeleceu uma democracia parlamentar, cujos poderes executivo, legislativo e judicial estão localizados em Andorra-a-Velha.

## Geografia
Com 19 383 habitantes (est. 2019), Andorra-a-Velha é a capital do coprincipado de Andorra e está localizada nos Pirenéus Orientais, entre a Espanha e a França a uma altitude de 1 023 metros. É também a sede de uma paróquia de Andorra com o mesmo nome (30 km²), onde se situa também o povoado de Santa Coloma d'Andorra. É banhada na sua margem direita pelo rio Valira.

### Clima
Andorra-a-Velha tem um clima oceânico (Classificação climática de Köppen-Geiger: Cfb), com dias quentes e noites frescas no verão e invernos frios com neve. A precipitação média anual é de 812,3 mm. As temperaturas da cidade são baixas devido à altitude de 1 023 metros.
| Dados climatológicos para Andorra-a-Velha   | Dados climatológicos para Andorra-a-Velha | Dados climatológicos para Andorra-a-Velha | Dados climatológicos para Andorra-a-Velha | Dados climatológicos para Andorra-a-Velha | Dados climatológicos para Andorra-a-Velha | Dados climatológicos para Andorra-a-Velha | Dados climatológicos para Andorra-a-Velha | Dados climatológicos para Andorra-a-Velha | Dados climatológicos para Andorra-a-Velha | Dados climatológicos para Andorra-a-Velha | Dados climatológicos para Andorra-a-Velha | Dados climatológicos para Andorra-a-Velha | Dados climatológicos para Andorra-a-Velha |
| Mês                                         | Jan                                       | Fev                                       | Mar                                       | Abr                                       | Mai                                       | Jun                                       | Jul                                       | Ago                                       | Set                                       | Out                                       | Nov                                       | Dez                                       | Ano                                       |
| ------------------------------------------- | ----------------------------------------- | ----------------------------------------- | ----------------------------------------- | ----------------------------------------- | ----------------------------------------- | ----------------------------------------- | ----------------------------------------- | ----------------------------------------- | ----------------------------------------- | ----------------------------------------- | ----------------------------------------- | ----------------------------------------- | ----------------------------------------- |
| Temperatura máxima recorde (°C)             | 18,0                                      | 20,0                                      | 24,8                                      | 29,0                                      | 29,2                                      | 37,4                                      | 39,0                                      | 35,9                                      | 32,0                                      | 31,0                                      | 21,2                                      | 19,0                                      | 39,0                                      |
| Temperatura máxima média (°C)               | 6,0                                       | 8,9                                       | 11,7                                      | 13,3                                      | 17,6                                      | 21,9                                      | 26,2                                      | 25,4                                      | 21,4                                      | 16,0                                      | 10,7                                      | 7,5                                       | 15,6                                      |
| Temperatura média (°C)                      | 2,2                                       | 3,5                                       | 5,8                                       | 7,5                                       | 11,5                                      | 15,4                                      | 18,8                                      | 18,5                                      | 14,9                                      | 10,3                                      | 5,7                                       | 3,0                                       | 9,8                                       |
| Temperatura mínima média (°C)               | −2,5                                      | −1,8                                      | −0,2                                      | 1,7                                       | 5,3                                       | 8,8                                       | 11,4                                      | 11,4                                      | 8,5                                       | 4,7                                       | 0,6                                       | −1,4                                      | 3,9                                       |
| Temperatura mínima recorde (°C)             | −15                                       | −16                                       | −11                                       | −7                                        | −2                                        | 0,0                                       | 3,0                                       | 2,0                                       | 0,0                                       | −6                                        | −10,5                                     | −13                                       | −19,5                                     |
| Precipitação (mm)                           | 53,1                                      | 37,9                                      | 40,5                                      | 71,2                                      | 89,9                                      | 84,2                                      | 60,7                                      | 85,6                                      | 80,9                                      | 72,4                                      | 68,4                                      | 67,9                                      | 812,3                                     |
| Fonte: ACDA                                 |                                           |                                           |                                           |                                           |                                           |                                           |                                           |                                           |                                           |                                           |                                           |                                           |                                           |
| Fonte 2: Mateo Climat (Recordes climáticos) |                                           |                                           |                                           |                                           |                                           |                                           |                                           |                                           |                                           |                                           |                                           |                                           |                                           |

## População
A população de Andorra-a-Velha era de 19 383 habitantes em 2019 e a população de toda a área urbana era superior a 40 000 habitantes. A população da cidade é muito diversa: Espanhóis (43%), Andorranos (33%), Portugueses (11%), Franceses (7%) e outros (6%). O Catalão é a língua oficial em todo o principado, se bem que o Castelhano, o Francês e o Português sejam também falados. A maioria dos habitantes é de religião cristã.

## Economia
As principais atividades econômicas são o turismo e o comércio. Este último é essencial na economia do co-principado (as marcas internacionais têm em Andorra isenção de impostos). No sector secundário, as principais produções são as de móveis e bebidas alcoólicas (brandy e anis, em especial).

## Monumentos
A cidade antiga está atravessada por uma larga rua no sentido Norte-Sul, aliás praticamente a única rua da cidade. No bairro central, uma rede de ruas estreitas conduz o visitante à igreja românica e à Casa de la Vall (século XVI), a antiga sede do governo: a visita com um guia permite descobrir sucessivamente a cozinha, no primeiro andar, o grande salão (pinturas murais do século XVI) de onde se pode ter acesso à Câmara do Conselho, onde se conservam os arquivos no armário «das sete chaves» (cada uma das sete paróquias de Andorra dispõe da sua).
A cidade possui um dos poucos heliportos de Andorra e abriga a Biblioteca Nacional de Andorra.

## Cidades geminadas
Andorra-a-Velha é uma cidade geminada de:
- Valls, Espanha[19]
- Sant Pol de Mar, Espanha[20]
- Foix, França[21]
- San Carlos de Bariloche, Argentina[22]
- Šid, Sérvia